# 保舍甲
保舍甲，是臺灣高雄市大社區的一個傳統地域名稱，位於該區西北部。相較於今日行政區，其範圍大致為保社里不含西南部。
本地區境內主要聚落為保舍甲、萬根松。

## 歷史
台灣日治初期，保舍甲地區為一街庄，稱為「保舍甲庄」（舊制街庄），隸屬於觀音中里。該庄昔日西北與中路林庄為鄰，北與鳳山厝庄為鄰，東與蜈蜞潭庄為鄰，南邊為大社庄，西南邊為土庫庄。
1901年（日治明治三十四年）11月11日，全台廢縣廳改設二十廳，該庄隸屬於鳳山廳。1904年（明治三十七年）5月3日，該庄編入「保舍甲區」，隸屬於鳳山廳。1909年（明治四十二年）10月25日，全台合併二十廳為十二廳，保舍甲區改隸屬於臺南廳。1920年（大正九年）10月1日，全台地方制度大改正，廢十二廳改設五州二廳，該庄改制為「保舍甲」大字，隸屬於高雄州高雄郡仁武庄（新制街庄）。1924年（大正十三年）12月25日，高雄郡廢郡，仁武庄改隸屬於鳳山郡。
戰後仁武庄改制為仁武鄉，隸屬於高雄縣，大字亦改制為村。1950年（民國39年）10月1日，高、屏分治，仁武鄉仍隸屬於高雄縣。1951年（民國40年）8月，仁武鄉拆分出大社鄉，本地區改隸屬於大社鄉。2010年（民國99年）12月25日，高雄縣、市合併為直轄高雄市，大社鄉改制為大社區，村亦改制為里。

## 聚落
本地區發展較早的聚落為保舍甲、萬根松，在日治初期的官方地圖上已有記載。

## 交通
國道10號又稱「高雄支線」或「高雄環線」，是左營至旗山的高速公路，經過本地區東部，並在東北側邊界外不遠處的省道台22線旁設有燕巢交流道。由此可快速前往國道10號沿線各地，或銜接國道1號、國道3號。
省道台22線俗稱「旗楠公路」，是楠梓至高樹的幹道，經過本地區的保舍甲聚落西北郊。由該道路西行可前往楠梓區，並止於楠梓市區的朝新路路口；東行可前往燕巢區南部、旗山區/大樹區交界地帶、屏東縣九如鄉西北端、里港鄉等地。
市道186號是維新至大樹的道路，經過本地區的保舍甲聚落。由該道路西行（大方向，當地先向東北行）可前往燕巢區、岡山區、永安區東南部，並止於竹子港地區（今維新里）的省道台17線路口；東行（大方向，當地先前南南西行）可前往大社區大社市區、仁武區、大樹區，並止於省道台29線路口。該道路在本地區的部分路段與省道台22線共線。
區道高46線是鳳山厝至番仔坑的道路，經過本地區的東北端。
區道高46-1線是保舍甲至蜈蜞潭（實際未達）的道路，全線位於本地區境內，其西側端點（起點）位於本地區中部略偏西南、保舍甲聚落的市道186號路口，東側端點（終點）位於本地區東部略偏北的和平路一段路口。